# Roman II.
Roman II. (grč. Ρωμανός Β΄, Rōmanos II) (Carigrad, 937. ili 939. – Carigrad, 15. ožujka 963.), bizantski car (959. – 963.) iz Makedonske dinastije. Bio je suvladar od 945. godine, a naslijedio je svoga oca, cara Konstantina VII. Porfirogeneta 959. godine u dobi od dvadeset i jedne godine. Majka cara Romana je bila Helena Lekapene.
Bio je nesposoban vladar koji je političku upravu prepustio eunuhu Josipu Bringasu, a vojne poslove domestiku Nikeforu Foki. Za njegove vladavine Bizant je preoteo Saracenima Kretu (961.) i Kilikiju (962.). Bio je pod snažnim utjecajem supruge Teofano koja ga je naslijedila nakon njegove smrti.
Otac je Bazilija II. Bugaroubojice i Konstantina VIII.